# 爱德华·列平
爱德华·达维多维奇·列平（俄语：Эдуард Давыдович Лепин，1889年—1938年8月22日），苏联军事领导人、军级指挥员，拉脱维亚人。曾加入沙皇俄国军队，1920年加入俄共（布），参与俄国内战和镇压巴斯玛奇运动的行动。曾担任驻芬兰、波兰和中国（1934年至1937年12月）的驻在武官。1937年12月被捕，1938年8月22日被枪决。